# Новопавловка (Краснодарский край)
Новопа́вловка — село в Белоглинском районе Краснодарского края России. Административный центр Новопавловского сельского поселения.

## Варианты названия
- Бурая Балка[3],
- Ново-Павловка,
- Новопавловка (Бурянка),
- Ново-Павловское,
- Новопавловское,
- Новопавловское[4],
- Павловка[источник не указан 141 день]

## Географическое положение
Село расположено на реке Меклета (правый приток реки Рассыпная), в степной зоне, в 16 км юго-восточнее районного центра Белая Глина.

### Улицы
| - пер. Новый, - пер. Южный, - ул. 50 лет Победы, - ул. Гагарина, - ул. Красноармейская, - ул. Ленина, - ул. Механизаторов, | - ул. Октябрьская, - ул. Пионерская, - ул. Пролетарская, - ул. Родниковская, - ул. Соболя, - ул. Солнечная, - ул. Шпака. |

## История
Основано как селение Бурая Балка в 1840 году.

## Население
| 1883 | 1884  | 2002  | 2010  |
| ---- | ----- | ----- | ----- |
| 3641 | ↗3725 | ↘2841 | ↘2514 |